# Малый Лазучин
Малый Лазучин (укр. Малий Лазучин) — село в Хмельницком районе Хмельницкой области Украины.
Население по переписи 2001 года составляло 189 человек. Почтовый индекс — 30640. Телефонный код — 3844. Занимает площадь 1,235 км². Код КОАТУУ — 6824780504.

## Местная власть
30602, Хмельницкая обл., Хмельницкий р-н, пгт Теофиполь, ул. Небесной Сотни, 19